# Phú Cần, Krông Pa
Phú Cần là một xã thuộc huyện Krông Pa, tỉnh Gia Lai, Việt Nam.
Xã Phú Cần có diện tích 25,3 km², dân số năm 1999 là 4.427 người, mật độ dân số đạt 175 người/km².